# Níkea
Níkea (en griego: Νίκαια) es un municipio griego perteneciente a la unidad periférica del Pireo. Es el noveno más poblado del país que además hace parte del área metropolitana de la Gran Atenas. Nikaia se encuentra a unos 8 km al suroeste del centro de Atenas y 4 del centro del Pireo.

## Deporte
- AE Nikaia fue fundado en 1948 y desapareció en 1965 y jugó la Alpha Ethniki su estadio era el Municipal de Nikea